# Antàrtida
L'Antàrtida és el continent més meridional i menys poblat de la Terra. La immensa majoria del seu territori, situat al voltant del pol Sud geogràfic i envoltat per l'oceà Antàrtic, és a l'interior del cercle polar antàrtic. És el cinquè continent més extens, amb una superfície de 14.200.000 km² (un 40% més que Europa). El casquet glacial de l'Antàrtida, que té una profunditat mitjana d'1,9 km, en cobreix la major part.
És considerat el sisè continent de la Terra, atès que sota l'espessa capa de gel hi ha sòl (a diferència del pol Nord, on a sota el gel només hi ha les aigües de l'oceà Àrtic) i que no té cap lligam territorial amb els cinc continents restants.
L'Antàrtida, de mitjana, és el continent més fred, sec i ventós, i és el més elevat del món, amb una alçada mitjana de 2.000 metres sobre el nivell del mar. L'Antàrtida es considera un desert, amb precipitacions anuals de només 200 mm al llarg de la costa i molt més baixes a l'interior. No hi ha éssers humans residint-hi de manera permanent, si bé entre 1.000 i 5.000 persones habiten al llarg de l'any a les estacions d'investigació repartides per tot el continent. Només les plantes i els animals adaptats al fred hi sobreviuen, com, per exemple, els pingüins, les foques, molts tipus d'algues i la vegetació de la tundra. A la costa oest del continent, les glaceres que moren al Mar d'Amundsen s'estan aprimant mentre que a l'est, el gel avança i s'eleva. A principis del segle XXI hi havia equilibri entre pèrdues i guanys. Tendia a ser zero, però el balanç s'està trencant a favor del desglaç en zones fins ara estables.
El mot àrtic prové del grec àrktikos, que significa «ossa polar», en referència a la constel·lació de l'Ossa Menor, a l'hemisferi nord, mentre que antàrktikos significa «oposat a l'Ossa Polar» o, cosa que és el mateix, «oposat al nord». El primer ús oficial del nom Antàrtida com a continent fou a la dècada de 1890 i s'atribueix al cartògraf escocès John George Bartholomew.
Malgrat que els mites i les especulacions sobre una Terra Australis es remunten a l'edat antiga, la primera observació confirmada del continent es va produir el 1820, a conseqüència de l'expedició russa de Mikhaïl Làzarev i de Fabian von Bellingshausen. El continent, però, va continuar sent en gran part oblidat al llarg del segle xix a causa del seu clima hostil, la manca de recursos i l'aïllament.
El Tractat Antàrtic va ser signat inicialment per dotze països el 1959 i l'any 2009 ja ho havien fet quaranta-sis. El tractat prohibeix les activitats militars i l'explotació minera, dona suport a la investigació científica i protegeix l'ecozona del continent. A l'Antàrtida constantment es duen a terme experiments per part de més de 4.000 científics de moltes nacionalitats, que investiguen en diversos camps del coneixement.

## Història
Fa uns 2.500 anys els grecs ja parlaven de l'Antàrtida, especulant sobre la seva existència. Des de temps de Claudi Ptolemeu (segle i) es va suggerir l'existència d'una Terra Australis, un vast continent a l'extrem sud per a preservar la simetria de totes les terres del món.
Les representacions d'una gran massa de terra del sud eren comunes en els mapes turcs del segle segle xvi, com el mapa de Piri Reis. Fins i tot al segle xvii, quan els exploradors ja havien descobert que Amèrica del Sud i Austràlia no formaven part de la llegendària «Antàrtida», els geògrafs creien que el continent era molt més gran del que és en realitat.
Els mapes europeus van seguir mostrant aquesta hipotètica terra fins que el capità i cartògraf anglès James Cook (1728-1779), amb el vaixells Resolution i Adventure, va creuar el cercle polar antàrtic el 17 de gener de 1773, el desembre de 1773 i novament el gener de 1774. Cook, de fet, va arribar a uns 120 quilòmetres de la costa antàrtica abans de retirar-se a la vista del camp de gel, el gener de 1773. Les primeres observacions confirmades de l'Antàrtida, el 1820, corresponen a les tripulacions dels vaixells capitanejats per Fabian Gottlieb von Bellingshausen (un capità de l'Armada Imperial Russa), Edward Bransfield (un capità de la Royal Navy), i Nathaniel Palmer (un navegant americà que havia salpat de Stonington, Connecticut), segons han confirmat la National Science Foundation, la NASA, la Universitat de Califòrnia, San Diego, i altres fonts. Von Bellingshausen va veure l'Antàrtida el 27 de gener de 1820, tres dies abans que Bransfield, i deu mesos abans que Palmer ho fes al novembre de 1820. Aquell dia els dos vaixells de l'expedició dirigida per Von Bellingshausen i Mikhaïl Petróvitx Làzarev van arribar a un punt a 32 quilòmetres de l'Antàrtida continental i va veure els camps de gel. El primer desembarcament documentat sobre l'Antàrtida és el del navegant americà John Davis que sembla que arribà a terra ferma a l'Antàrtida Occidental el 7 de febrer de 1821, encara que alguns historiadors mantenen controvèrsies sobre aquest fet.
El desembre de 1839, l'Expedició d'Exploració americana del 1838-1842, també anomenada "Expedició Wilkes", organitzada per iniciativa de la Marina dels Estats Units, salpà de Sydney, Austràlia, cap a l'oceà Antàrtic i va comunicar el descobriment d'un continent antàrtic a l'oest de les Illes Balleny. Aquest part de l'Antàrtida va ser anomenada més tard la "Terra de Wilkes".
L'explorador James Clark Ross, el 1841, va travessar el que ara es coneix com el mar de Ross i va descobrir l'Illa de Ross. Va navegar al llarg d'un enorme mur de gel que més tard va ser denominat la barrera de gel de Ross. El Mont Erebus i el Mont Terror van ser nomenats així pels dos vaixells de la seva expedició: HMS Erebus i HMS Terror. També cal citar Mercator Cooper que va desembarcar a l'Antàrtida Oriental el 26 de gener de 1853.

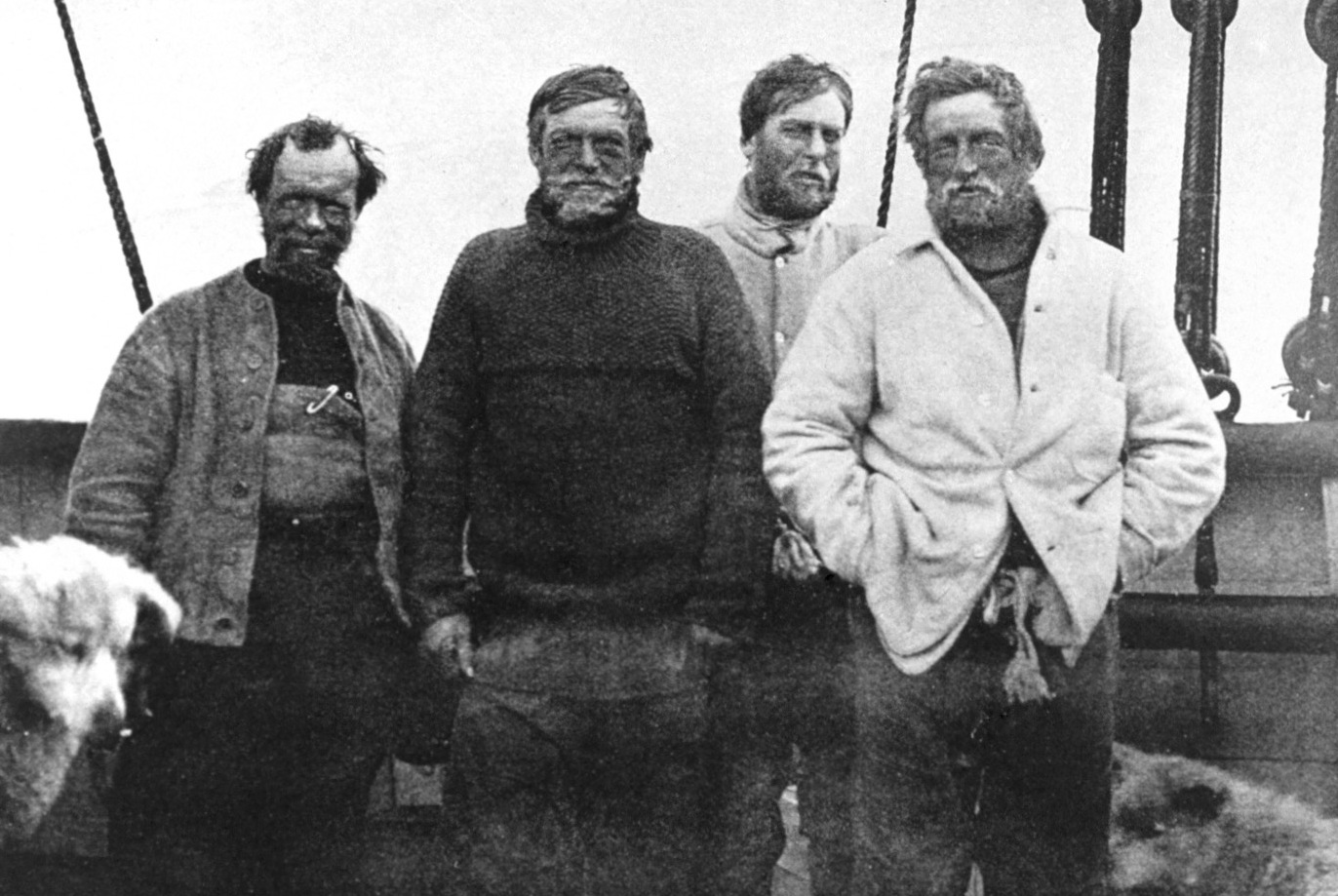
Tripulació de l'Expedició Nimrod al Pol Sud (d'esquerra a dreta): Wild, Shackleton, Marshall i Adams

Durant l'Expedició Nimrod dirigida per Ernest Shackleton el 1907, l'equip liderat per Edgeworth David es va convertir en el primer a ascendir al Mont Erebus, i en arribar al pol Sud Magnètic. Douglas Mawson, qui va dirigir l'expedició del pol magnètic en el seu perillós retorn, va passar a dirigir diverses expedicions fins que es va jubilar el 1931. A més, el mateix Shackleton i tres membres de l'expedició van fer diverses primícies entre desembre de 1908 i febrer de 1909: varen ser els primers homes a travessar la barrera de gel de Ross, els primers a travessar les muntanyes Transantàrtiques (a través de la glacera Beardmore) i els primers a posar peu al sud de l'altiplà polar. Una expedició dirigida per l'explorador polar noruec Roald Amundsen amb la nau Fram es va convertir en la primera a arribar al pol Sud el 14 de desembre de 1911, utilitzant una ruta a través de la Badia Balenes i la glacera Axel Heiberg. Un mes després, la malaurada Expedició de Scott va assolir el pol.
Richard Evelyn Byrd va realitzar diversos viatges a l'Antàrtida, però en avió, en els anys 1930 i 1940. Se li atribueix el desplegament de transports terrestres mecanitzats en el continent i la realització d'una àmplia investigació geològica i biològica. No obstant això, no va ser fins al 31 d'octubre de 1956 que es va tornar a trepitjar el Pol Sud per segon cop; aquell dia un grup de la Marina dels Estats Units dirigits per l'almirall George J. Dufek va reeixir aterrar un avió.
La primera persona que va arribar fins a l'Antàrtida navegant a vela en solitari, fou el neozelandès David Henry Lewis, que ho aconseguí en un veler de 10 metres anomenat Ice Bird.
Des de gener de 2017 un fragment de 5.000 kilòmetres quadrats aproximadament se soltà en juliol del mateix any.

## Geografia

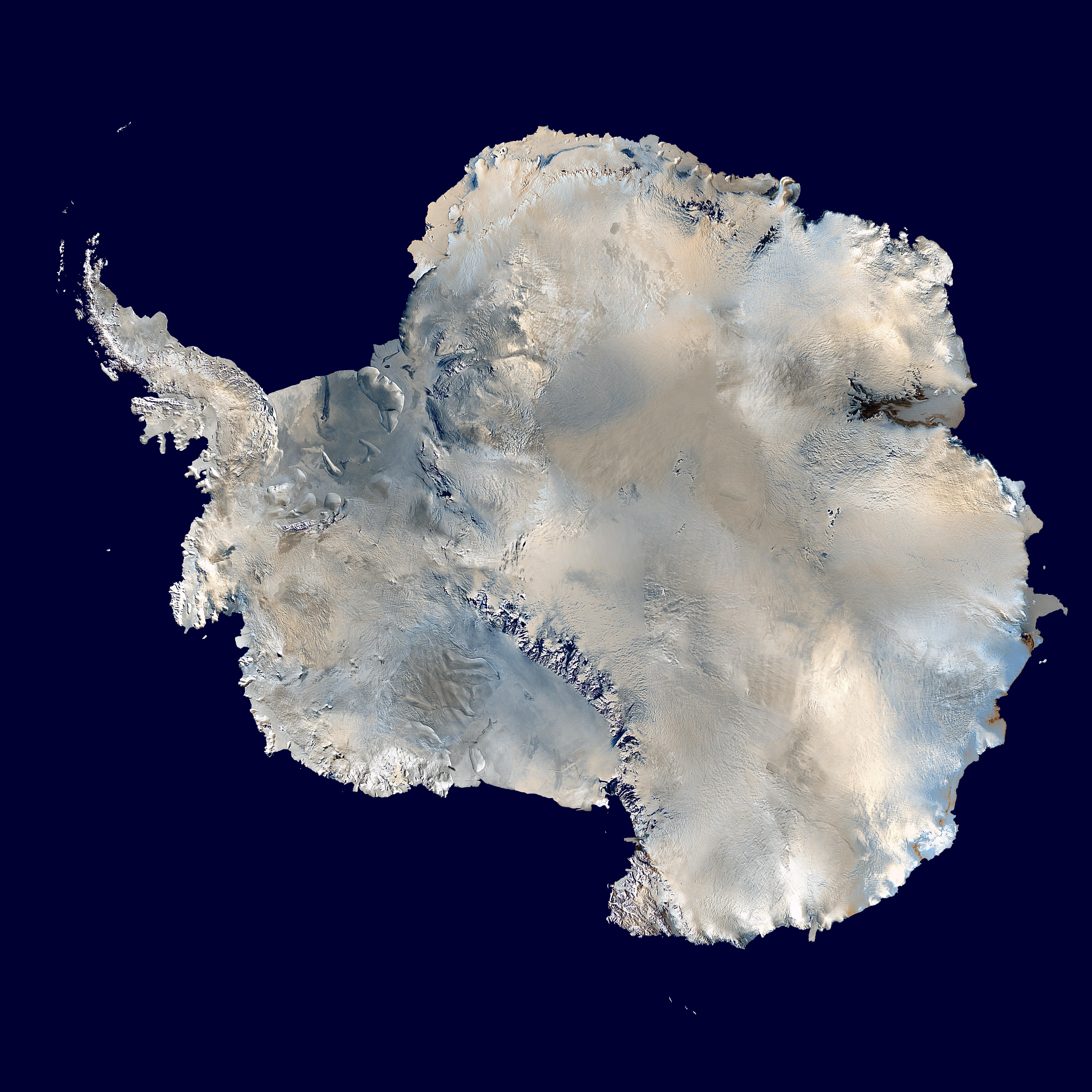
L'Antàrtida vista des de l'espai

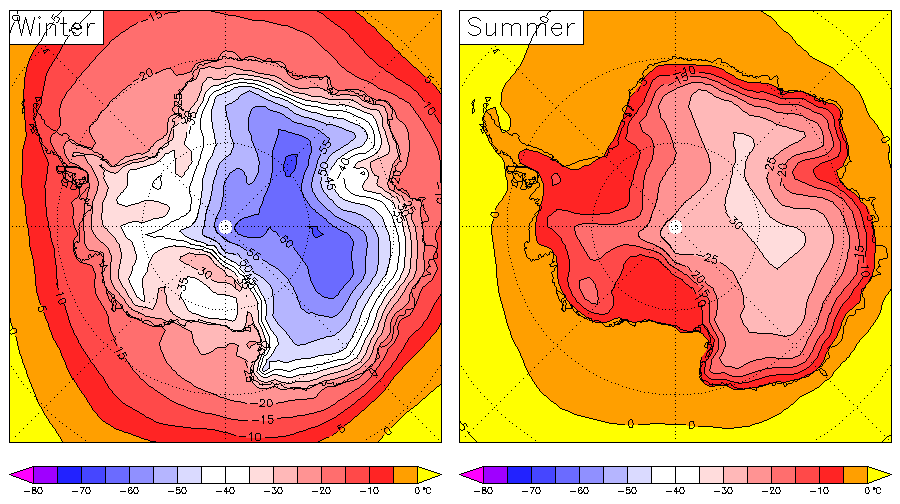
Temperatura de la superfície antàrtica a l'hivern i a l'estiu

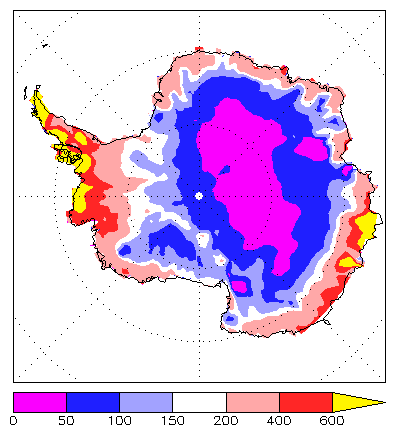
Precipitacions anuals en mm, les àrees porpres i violetes indiquen nul·les o molt escasses precipitacions, és a dir, un desert nival en el centre del continent

Amb 14.200.000 km², és considerat el sisè continent de la Terra atès que sota l'espessa capa de gel hi ha sòl.
La regió Antàrtica engloba des dels 60° de latitud sud i conté l'oceà Antàrtic, arxipèlags, illes i el continent, el qual té una forma gairebé circular de 4.500 quilòmetres de diàmetre i es troba gairebé tot ell al sud del cercle polar antàrtic. Presenta dues pronunciades entrades que formen una estreta península en forma de "S", projectada sobre l'extrem austral del continent sud-americà.
El seu extrem nord a la Península Antàrtica es troba a només 1.000 km de Sud-amèrica, mentre que les distàncies de les costes més properes respecte a Àfrica són de 3.800 km, de Tasmània 2.530 km, d'Austràlia uns 3.135 km i de Nova Zelanda 2.200 km.
Es divideix en Antàrtida Occidental o Menor, que és la part més petita, i Antàrtida Oriental o Major, que representa la resta del continent. Ambdues zones es troben parcialment separades per una depressió que s'ubica entre el mar de Weddell i el mar de Ross. Aquesta depressió, coneguda com a Antàrtida enfonsada, és una gran conca subglacial delimitada a l'oest pels Antartandes i les muntanyes Ellsworth, a l'est per les muntanyes Transantàrtiques, i al sud per l'altiplà Polar. S'ha especulat que aquest enfonsament que la situa alguns metres sota el nivell del mar sigui a causa de l'enorme pes del gel que té gruixos de més de 2.000 metres. A l'est del mar de Ross i l'oest del mar de Weddell, els dos mars més importants i que més penetren cap al Pol Sud, es troba la resta del continent.
El Pol Sud d'inaccessibilitat s'ubica a l'Antàrtida, relativament a prop del Pol Sud geogràfic. Aquest punt d'inaccessibilitat és el de més difícil accés de tots els del planeta i s'ubica a la coordenades (82° 58′ S, 54° 40′ E / 82.967°S,54.667°E). A una alçada de 3718 msnm, s'ha ubicat la base russa Vostok.
A l'Antàrtida es troben diverses serralades, la majoria d'elles cobertes per l'inlandsis aflorant aïlladament en forma de nunataks. Per la seva extensió la serralada més prolongada és la de les muntanyes Transantàrtiques, encara que les majors altituds es registren en els Antartandes, especialment el Massís Vinson, el pic més alt de l'Antàrtida amb 4.892 metres, ubicat a les muntanyes Ellsworth. Entre els Antartandes (els quals estan ubicats gairebé a les costes més occidentals i recorrent la Península Antàrtica) i les muntanyes Transantàrtiques, s'ubiquen serralades intermèdies com les muntanyes Pensacola i les muntanyes Ellsworth. Ja a les proximitats del Pol Sud s'eleva l'altiplà Polar que té com a annex una important serralada, la Gamburtsev, gairebé totalment coberta de gel. La majoria de les serralades o muntanyes de l'Antàrtida es troben en les vores del crató precambrià de l'Antàrtida Oriental; entre aquests es troben les muntanyes (serralades) Sor Rondane (la cimera és el Verterkaka de 3630 msnm), Napier, Wholthat, Admiralty, Horlick, Mühgllg-Hoffmann, de la Reina Maud, Britannia, etc. D'altra banda existeixen gegantines muntanyes de gel com el Domo A que arriba als 4.093 metres sobre el nivell del mar, i sastruguis (espècies de "dunes" de gel i neu).
En aquestes serralades existeix activitat volcànica com s'evidencia en el mont Erebus, un volcà actiu situat a la costa oriental de l'illa Ross amb una elevació de 3.794 metres sobre el nivell del mar. És el més austral dels volcans actius de la Terra. Un altre volcà famós es troba a Illa Decepció, que és conegut per una gran erupció produïda l'any 1970. Són freqüents erupcions menors i flux de lava que s'han pogut observar en els darrers anys. Existeixen altres volcans inactius que podrien activar-se. El 2004, investigadors nord-americans i canadencs van detectar un volcà submarí a la península Antàrtica i proves més recents indiquen que aquest volcà sense nom pot estar actiu.
El gener de 2008, els científics del British Antarctic Survey dirigits per Hugh Corr i David Vaughan, informaven al diari Nature Geoscience que fa 2.200 anys, un volcà va fer erupció per sota de la capa de gel de l'Antàrtida; aquestes dades les varen obtenir basant-se en prospeccions aèries d'imatges de radar. La cendra volcànica procedent de l'erupció més gran de l'Antàrtida dels darrers 10.000 anys, es va trobar dipositada a la superfície de gel sota les muntanyes Hudson, a prop de la glacera de la badia de Pine Island.

## Geologia

### Història geològica i paleontològica
Ara fa més de 170 milions d'anys, l'Antàrtida estava unida a l'Índia, Àfrica, Austràlia i Amèrica del Sud, formant el supercontinent anomenat Gondwana. En fragmentar-se Gondwana, els continents es van anar desplaçant i fa uns 25 milions d'anys van deixar aïllat al pol Sud el que actualment és l'Antàrtida. D'acord amb la teoria de la tectònica de plaques, és fàcil observar que, antigament, el continent americà i l'antàrtic estaven units per la zona que forma la Terra del Foc, zona actualment disgregada, i es va formar el que s'anomena península Antàrtica.

#### Paleozoic (540-250 milions d'anys)

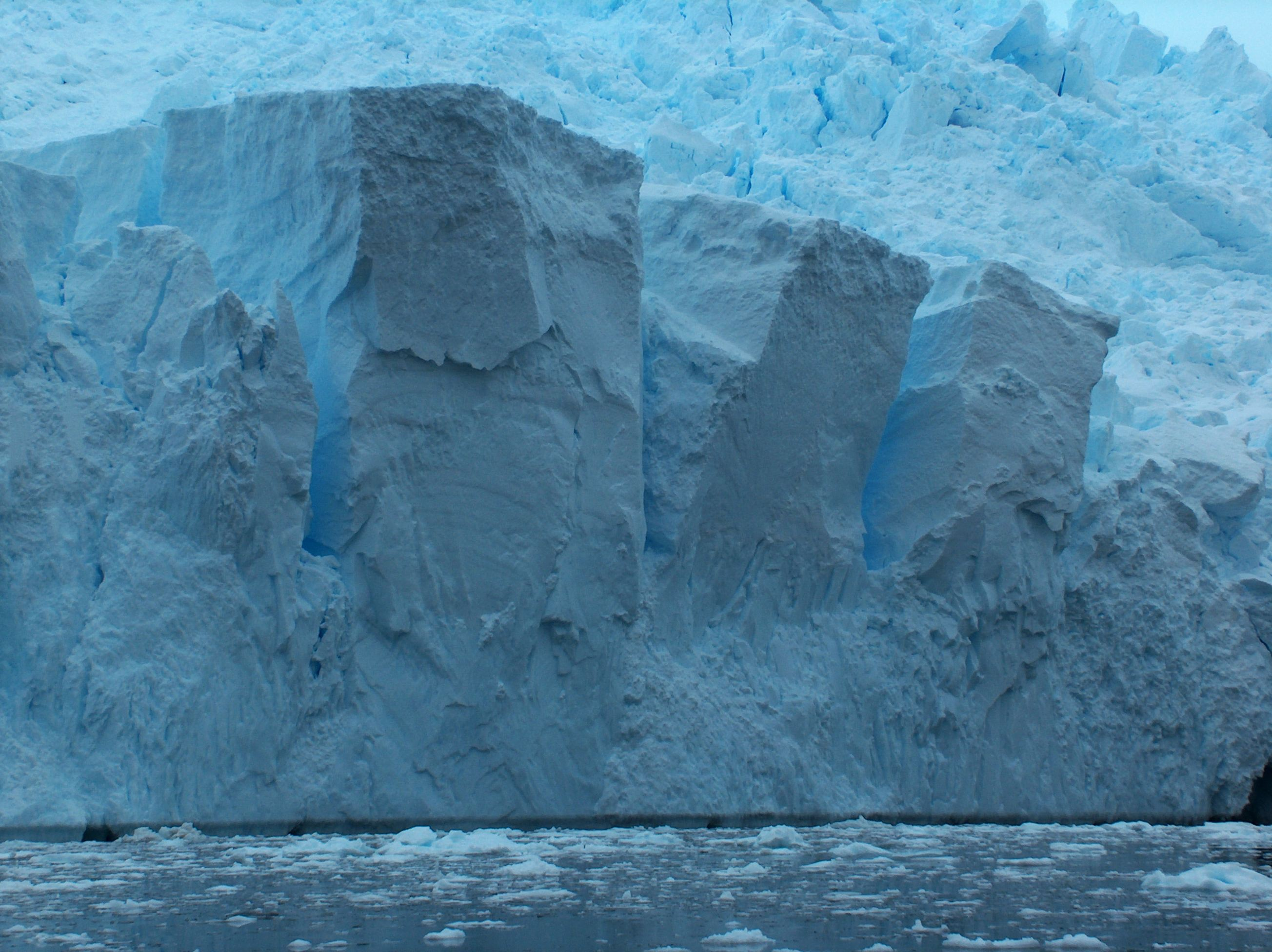
Una glacera de la Península Antàrtica

Durant el Cambrià, Gondwana tenia un clima suau. L'Antàrtida oest estava situada parcialment a l'hemisferi nord, i durant aquest període es van acumular grans quantitats de gresos, calcària i esquistos. L'Antàrtida est era a l'equador, on trilobits i altres invertebrats habitaven el fons marí tropical. Al començament del període Devonià (416 crons), Gondwana estava situada a latituds més meridionals i el clima era més fresc, encara que s'hi han trobat fòssils de plantes terrestres d'aquell període. En el que actualment són les muntanyes d'Ellsworth, Horlick i Pensacola s'hi van dipositar sorra i llims. La glaciació va començar al final del període Devonià (360 milions d'anys), en centrar-se Gondwana al voltant del pol Sud i refredar-se el clima. Tanmateix, hi van quedar plantes. Durant el període Permià, la vida vegetal va estar dominada per plantes dels tipus de les falgueres, com Glossopteris, que creixia als aiguamolls. Gradualment aquests aiguamolls es van convertir en dipòsits de carbó a les muntanyes Transantàrtiques. Cap al final del Permià, la zona es va anar escalfant, evolucionant cap a un clima sec i més càlid a bona part de Gondwana.

#### Mesozoic (250-65 milions d'anys)

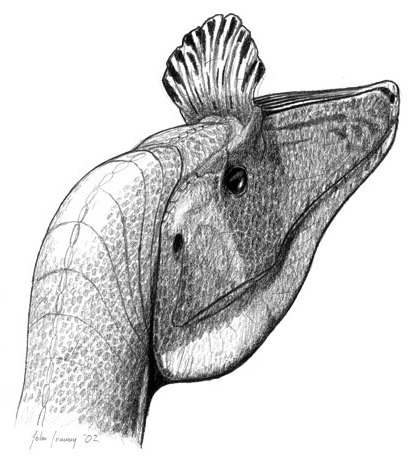
El criolofosaure.

Com a resultat del continu escalfament, els casquets glacials polars es van fondre i bona part de Gondwana es va convertir en un desert. A l'Antàrtida oriental s'hi van establir els pteridospermatofitins, i una gran part dels gresos i esquistos existents correspon a aquest període. La península Antàrtica es va començar a formar durant el període Juràssic (206-146 milions d'anys), i les illes van anar apareixent a l'oceà de manera gradual. Durant aquest període van ser abundants plantes com els ginkgos i els cicadòfits, com ho eren també rèptils com el listrosaure. Durant tot el Cretaci (146-65 milions d'anys), a l'Antàrtida occidental hi van predominar els boscos de coníferes; Nothofagus va començar a implantar-se cap al final d'aquest període. Els ammonits eren comuns als mars del voltant de l'Antàrtida, i els dinosaures també hi eren presents, si bé només dos gèneres de dinosaures antàrtics (el criolofosaure, del mont Kirkpatrick, i Antarctopelta) han estat identificats. Va ser durant aquest període que va començar la divisió de Gondwana.

#### Desgel de Gondwana (160-23 milions d'anys)
Àfrica es va separar de l'Antàrtida fa uns 160 milions d'anys, seguida pel subcontinent indi al començament del Cretaci (sobre uns 125 milions d'anys). Fa uns 65 milions d'anys, l'Antàrtida (llavors connectada a Austràlia) encara tenia un clima tropical-subtropical, amb una fauna marsupial. Fa uns 40 milions d'anys, Austràlia-Nova Guinea es va separar de l'Antàrtida; un corrent latitudinal va aïllar l'Antàrtida d'Austràlia, i així van aparèixer els primers gels. Al voltant de 23 cron, el passatge de Drake es va obrir entre l'Antàrtida i Amèrica del Sud, i va fer possible l'existència del corrent circumpolar antàrtic. El gel es va estendre, substituint els boscos que cobrien el continent, fins que ara fa uns 15 milions d'anys, el continent va quedar cobert totalment pel gel. El casquet glacial antàrtic va assolir la seva mida actual fa al voltant de 6 milions d'anys.

### Geologia actual

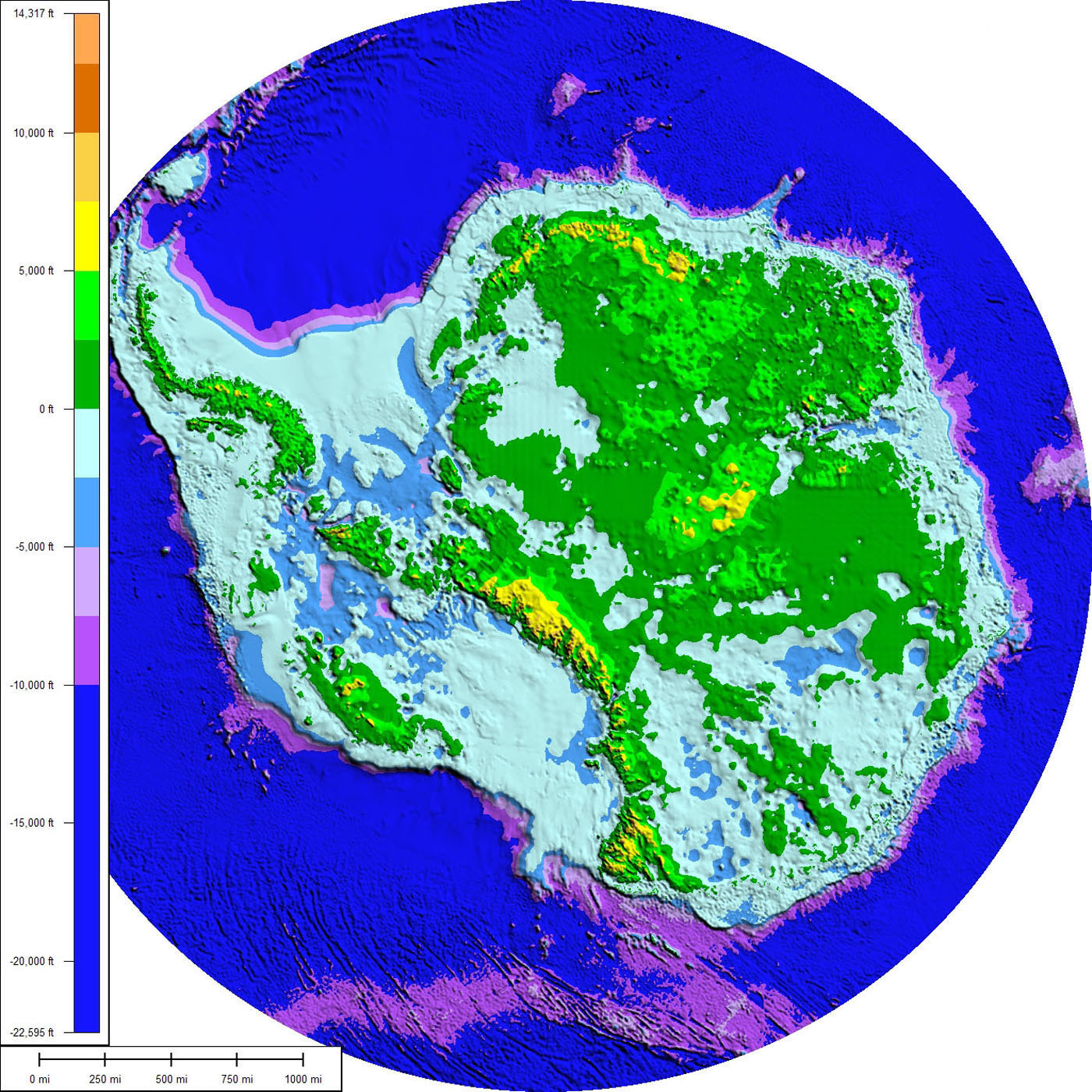
Topografia subglacial i batimetria de roca subjacent per sota de la capa de gel de l'Antàrtida

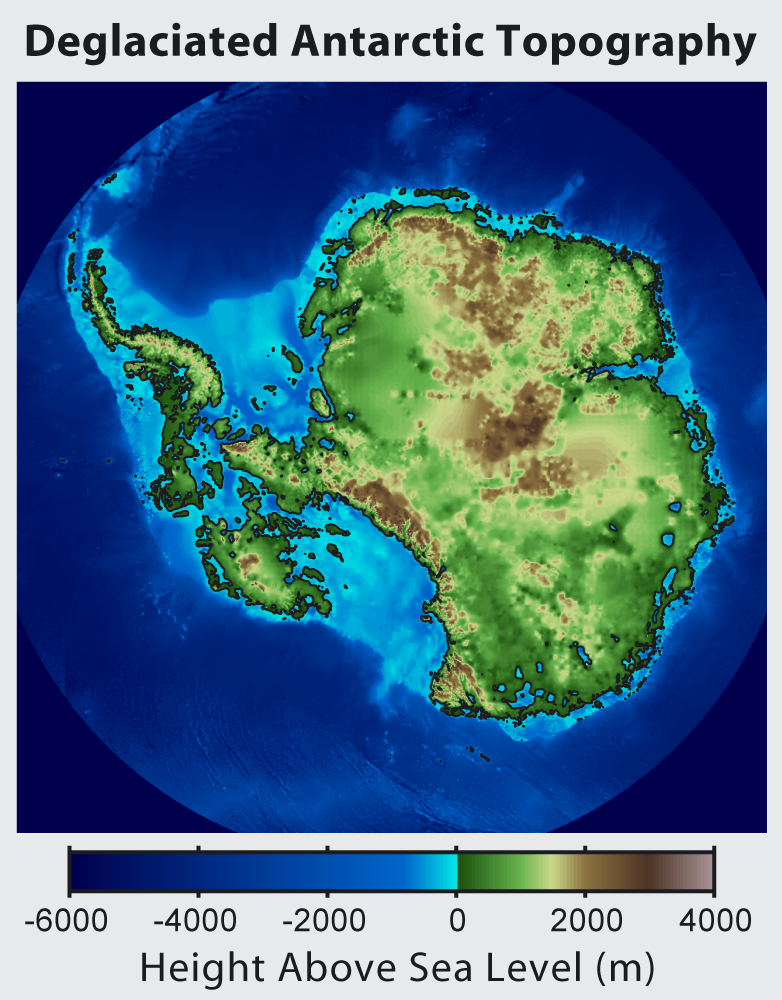
L'Antàrtida sense la capa de gel.

L'estudi geològic de l'Antàrtida ha estat en gran manera obstaculitzat pel fet que gairebé tot el continent està cobert permanentment amb una capa gruixuda de gel. Tanmateix, noves tecnologies com la teledetecció, radar penetrant de terra i les imatges per satèl·lit han començat a revelar les estructures que hi ha sota el gel.
Geològicament, l'Antàrtida oest s'assembla a la serralada americana dels Andes. La península Antàrtica es va formar per l'aixecament i metamorfisme de sediments del llit marí durant el final del Paleozoic i el principi del Mesozoic. Aquests sediments elevats varen estar acompanyats per expulsions de roques ígnies i episodis de vulcanisme. Les roques més comunes a l'Antàrtida occidental són andesita i riolita, formacions volcàniques del període Juràssic. Hi ha proves d'activitat volcànica a la terra de Marie Byrd i l'illa d'Alexandre I, fins i tot després que la capa de gel s'hagués format. L'única àrea diferent a l'Antàrtida occidental és la regió de les muntanyes Ellsworth, on l'estratigrafia és més similar a la part oriental del continent.

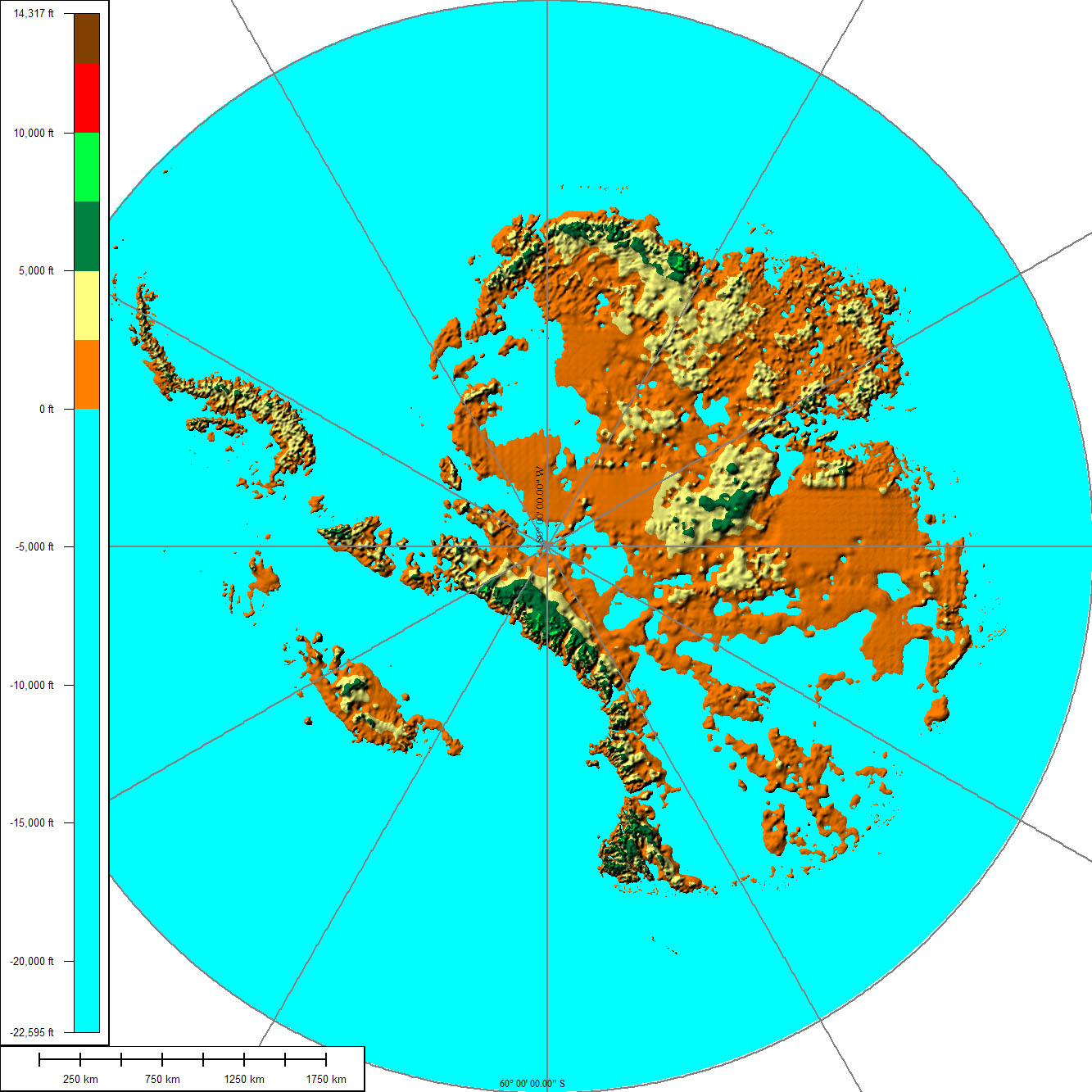
L'Antàrtida sense la capa de gel. Aquest mapa no considera que el nivell del mar augmentaria a causa del gel desfet, ni que la terra s'aixecaria uns quants centenars de metres en uns milers d'anys després que el pes del gel ja no continués.

L'Antàrtida est geològicament és molt variada, i la seva existència es remunta al període Precambrià, amb algunes roques formades fa més de 3.000 milions d'anys. Està composta per una plataforma de roca metamòrfica i ígnia que és la base de l'escut continental. Sobre aquesta base hi ha diverses roques més modernes, com gres llims carbó i esquist, material dipositat durant els períodes Devonià i Juràssic per a formar les muntanyes Transantàrtiques. En àrees costaneres com Shackleton Range i Terra de Victòria s'han produït algunes falles geològiques.
El principal recurs mineral del continent és el carbó. Va ser detectat prop de la glacera Beardmore per Frank Wild, membre de l'expedició Nimrod, i recentment s'ha trobat carbó de baix grau a moltes parts de les muntanyes Transantàrtiques. Les muntanyes del Príncep Carles contenen dipòsits significatius de mineral de ferro. Els recursos més valuosos de l'Antàrtida són al mar, prop de la costa; el 1973 es va trobar petroli i gas natural al mar de Ross. Pel Protocol sobre el Tractat de Protecció Ambiental a l'Antàrtida està prohibida l'explotació de tots els recursos minerals; aquesta prohibició està pactada fins a l'any 2048.

## Clima

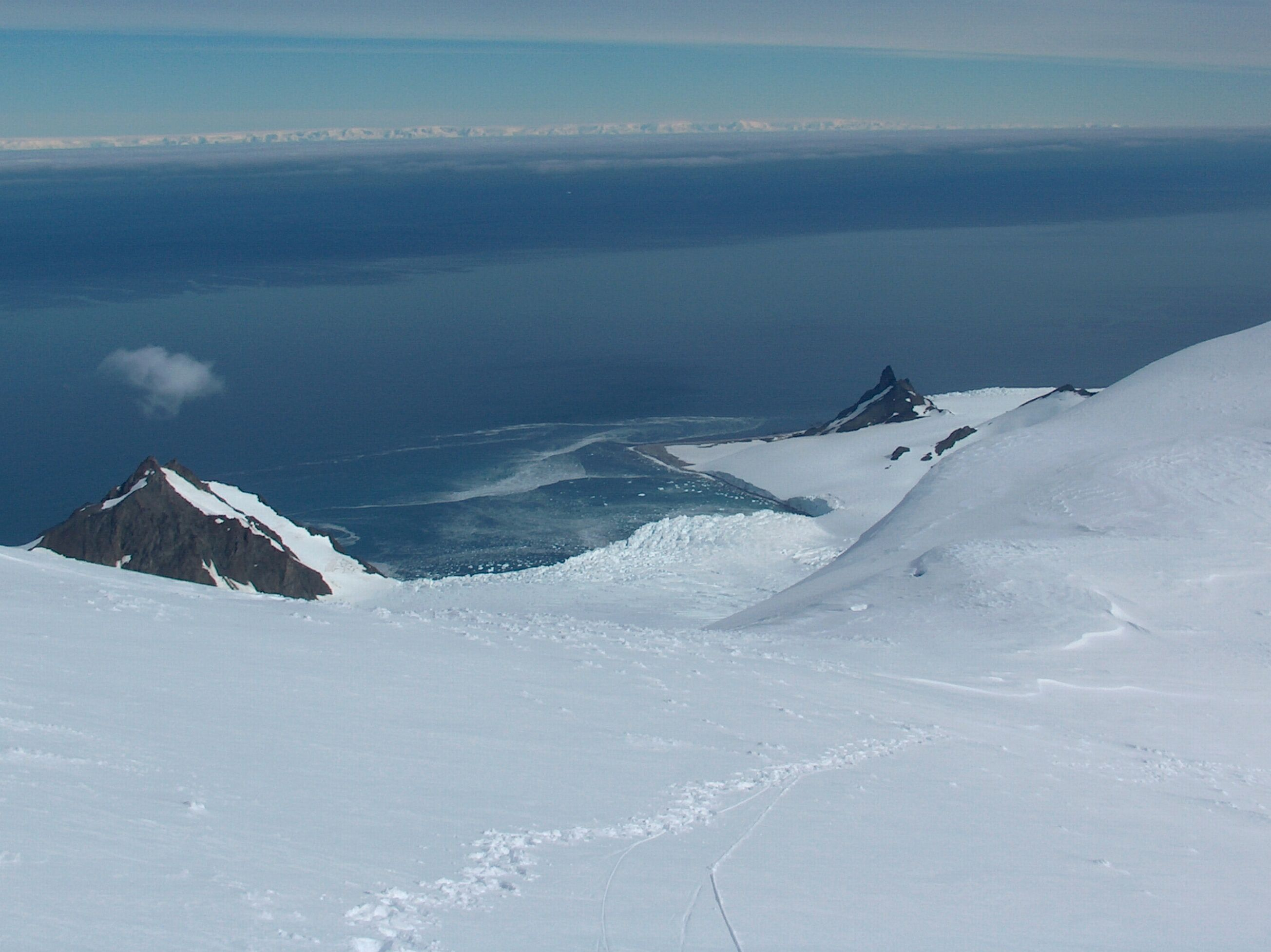
Estret de Bransfield

La temperatura mitjana d'aquesta regió és de –17 graus Celsius, i la més baixa es va observar al Dome Argus el 10 d'agost del 2010, amb 93,2 °C sota zero, la temperatura més baixa registrada a la superfície de la Terra. Aquestes baixes temperatures es deuen no només al seu emplaçament geogràfic del continent en la zona polar, sinó a la seva gran alçada mitjana i la poca radiació solar que rep aquesta regió. A més a més, entre el 80 i el 90% de la radiació que rep l'Antàrtida és reflectida pel gel novament cap a l'espai, evitant l'escalfament de la superfície polar. Per contra, la temperatura més càlida es va registrar a la Base Esperanza el 24 de març de 2015, quan el termòmetre va marcar 17,5 °C. L'Antàrtida és considerada el lloc més ventós del planeta, si bé les velocitats puntuals més fortes es produeixen als tornados de Nord-amèrica.
Durant l'estiu, el continent antàrtic té una superfície de 14 milions de quilòmetres quadrats però a l'hivern, el mar que el voreja es congela i la seva superfície arriba fins als 30 milions de quilòmetres quadrats (cosa que el converteix en el quart continent en extensió). Aquesta característica que es repeteix anualment amb el canvi d'estacions l'ha fet ésser anomenat el "Continent Polsant".
En ple estiu, els dies a l'Antàrtida tenen llum gairebé les 24 hores del dia, però en canvi a l'hivern, els dies romanen en una perllongada penombra. Això és a causa que l'eix de rotació de la Terra està inclinat respecte al Pla de l'òrbita de la Terra al voltant del Sol.

## Vida a l'Antàrtida

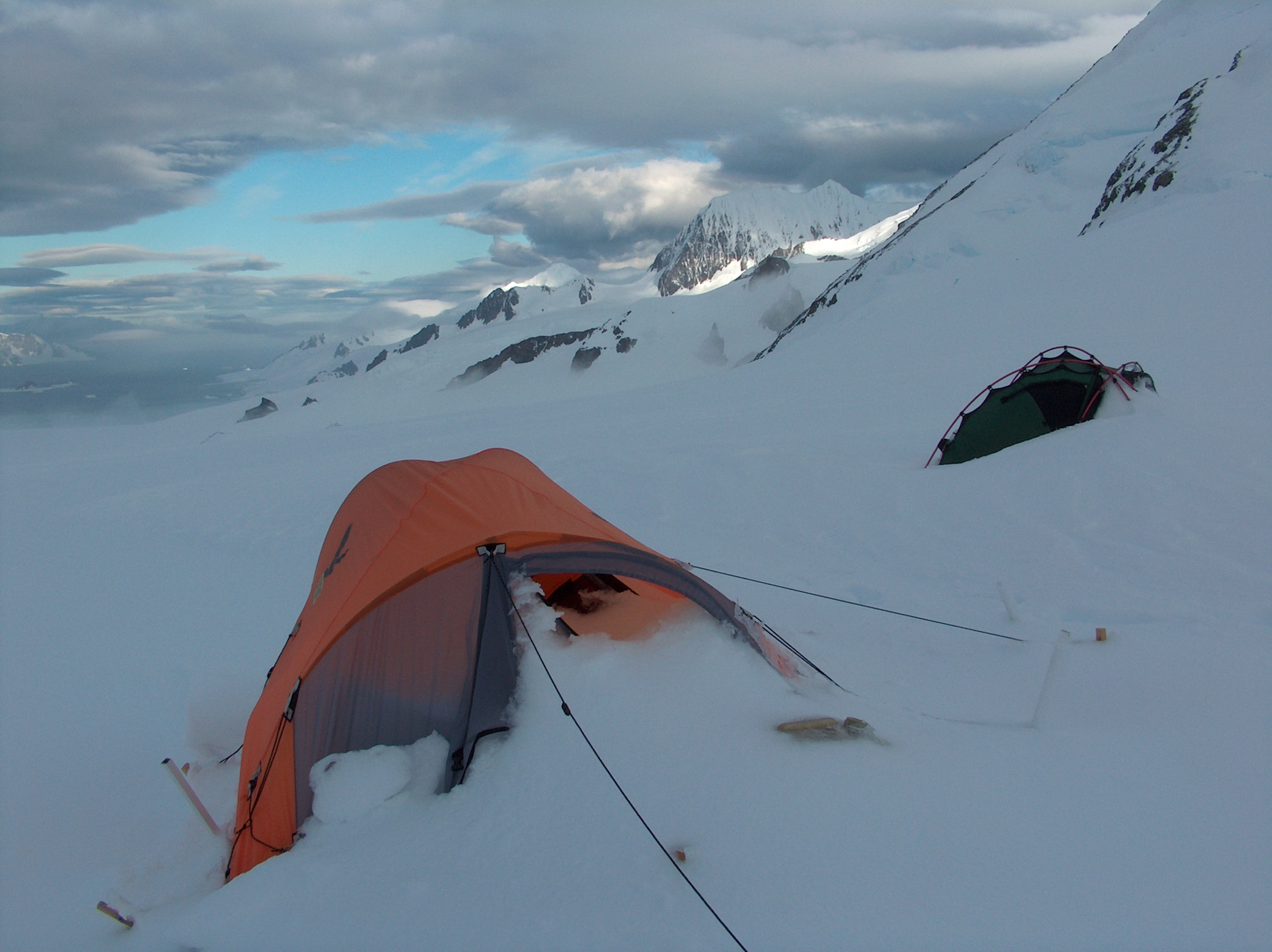
Camp Acadèmia, Glacera Huron

### Flora
A causa de les condicions extremes del clima de l'Antàrtida, hi ha poca vegetació i la que hi ha és de formes molt senzilles com algues, molses i líquens.
Només hi ha dues espècies de plantes vasculars amb flors i es troben tan sols a la península antàrtica: Deschampsia antarctica i Colobanthus quitensis.

### Fauna
Entre les formes de vida invertebrada hi ha àcars, polls, nematodes, tardígrads, rotífers, krill antàrtic i col·lèmbols. El mosquit no volador Belgica antarctica, que només mesura entre 6 i 12 mm, és el més gran dels animals genuïnament terrestres de l'Antàrtida. L'abril de 2009 es va anunciar el descobriment d'un ecosistema subglacial d'extremòfils que sobreviuen sense oxigen a Blood Falls.

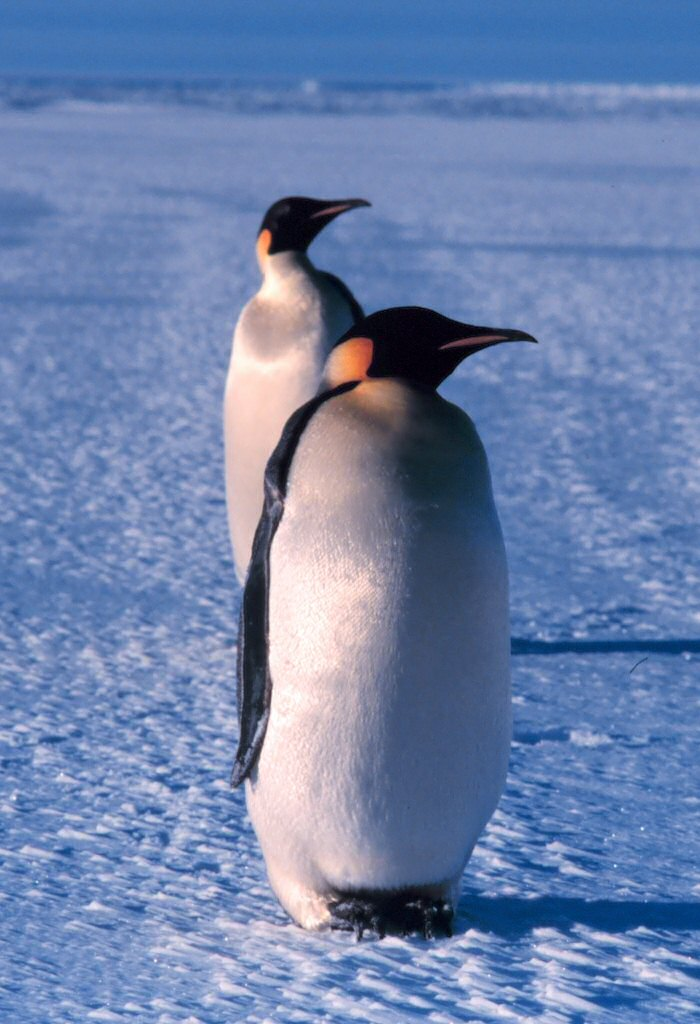
Pingüins emperador al mar de Ross, Antàrtida.

A l'Antàrtida hi viuen pocs vertebrats terrestres. El petrell de les neus és un dels tres ocells que crien exclusivament a l'Antàrtida.
Existeix una àmplia varietat d'animals marins que depenen, directament o indirecta, del fitoplàncton. La vida marina antàrtica inclou pingüins, rorquals blaus, orques, calamars colossals i foques. El pingüí emperador és l'únic pingüí que cria durant l'hivern a l'Antàrtida, mentre el pingüí d'Adelia cria molt més al sud que cap altre pingüí. El pingüí salta-roques té plomes distintives al voltant dels ulls, donant l'aspecte de pestanyes elaborades. El pingüí reial, el pingüí de cara blanca i el pingüí de corona blanca també crien a l'Antàrtic.
La foca marina antàrtica va ser intensament caçada als segles xviii i xix per la seva pell per part dels caçadors dels Estats Units i el Regne Unit. La foca de Weddell és una "foca autèntica", anomenada així per Sir James Weddell, comandant d'expedicions de caça britàniques al mar de Weddell.
L'aprovació de l'Acta de Conservació de l'Antàrtic per part dels EUA comporta certes restriccions en les seves activitats al continent. La introducció de plantes alienes o animals pot comportar una pena criminal, així com l'extracció de qualsevol espècie indígena. La sobrepesca de krill, que té un paper clau en l'ecosistema antàrtic, va conduir les autoritats a promulgar regulacions sobre la pesca. La Convenció per a la Conservació de Recursos de la Vida Marina Antàrtica (CCAMLR), un tractat que va entrar en vigor el 1980, exigeix que les regulacions que gestionen totes les pesqueres de l'Oceà Antàrtic considerin els efectes potencials sobre tot l'ecosistema antàrtic. Malgrat aquestes normatives, la pesca irregular i il·legal, especialment de lluç negre (comercialitzat als EUA com a llobarro xilè), roman un problema seriós. La pesca il·legal de lluç negre ha augmentat, amb una estimació de 32.000 tones el 2000.
Durant l'Any Polar Internacional, es va iniciar un cens sobre la vida marina en què van participar uns 500 investigadors i que es publicarà el 2010. La investigació és part del Cens de Vida Marina global (CoML) i ha permès alguns descobriments notables. Més de 235 organismes marins viuen a les dues regions polars, havent superat els 12 000 km que els separen. Els animals grossos, com alguns cetacis i ocells, fan el viatge d'anada i tornada anualment. Més sorprenent són formes petites de vida com els cogombres de mar i alguns mol·luscs que es poden trobar als dos oceans polars. Diversos factors poden ajudar en aquesta distribució - temperatures bastant uniformes de l'oceà profund als pols i l'equador que no difereixen més de 5 °C, i els sistemes principals actuals o circulació termohalina que transport ous i larves.
Baix més de 180 metres baix la superfície es van descobrir un amfípode (Lysianassidae), a la capa de Ross.

#### El krill
Entre les espècies que viuen a l'oceà Antàrtic, destaca el krill, un petit crustaci de 3 centímetres de llarg que és la base de la cadena ecològica Antàrtica i la font alimentària de gairebé la resta de les espècies: balenes, foques lleopards marins, calamars, nototènids, pingüins, albatros i molts altres ocells.
L'abundància de krill i la seva possible explotació com a font alimentària per a la humanitat ha estat un tema freqüent de controvèrsia a la comunitat científica Antàrtica. Alguns resultats científics indicarien que la quantitat existent d'aquest crustaci és tan gran que podria explotar-se sense posar en perill la fauna antàrtica, però altres n'opinen el contrari.
Un dels programes d'investigació que es realitzen és l'avaluació de l'abundància del krill i la seva fauna associada als voltants de les Illes Shetland del Sud en el marc d'un Programa Internacional d'avaluació a l'Oceà Antàrtic.

### Presència de l'ésser humà
L'Antàrtida és l'únic continent que no té pas població humana nadiua. Encara hi ha dubtes per esclarir sobre quins exploradors foren els primers a descobrir part del continent. Les Illes Shetland del Sud foren albirades ja per navegants espanyols al segle xvi però daten els primers registres confirmats de la fi del segle xviii. Els primers homes que visitaren aquest continent a principis del segle xix foren caçadors de foques i balenes, que restaven el temps necessari per les seves activitats de recol·lecció i després sortien abans de l'hivern polar.
És un continent deshabitat, exceptuant els equips de científics i militars de diversos països que reclamen sectors de les terres antàrtiques, al·legant drets de proximitat geogràfica, de descobriment o d'ocupació continuada.

### Presència catalana a l'Antàrtida
La presència catalana a l'Antàrtida, de caràcter científic, s'inicia l'any 1952 però és a partir de 1986, amb les expedicions liderades inicialment pel professor Antoni Ballester i Nolla i posteriorment per la Dra. Josefina Castellví i Piulachs, en que esdevenen anuals.

## Economia

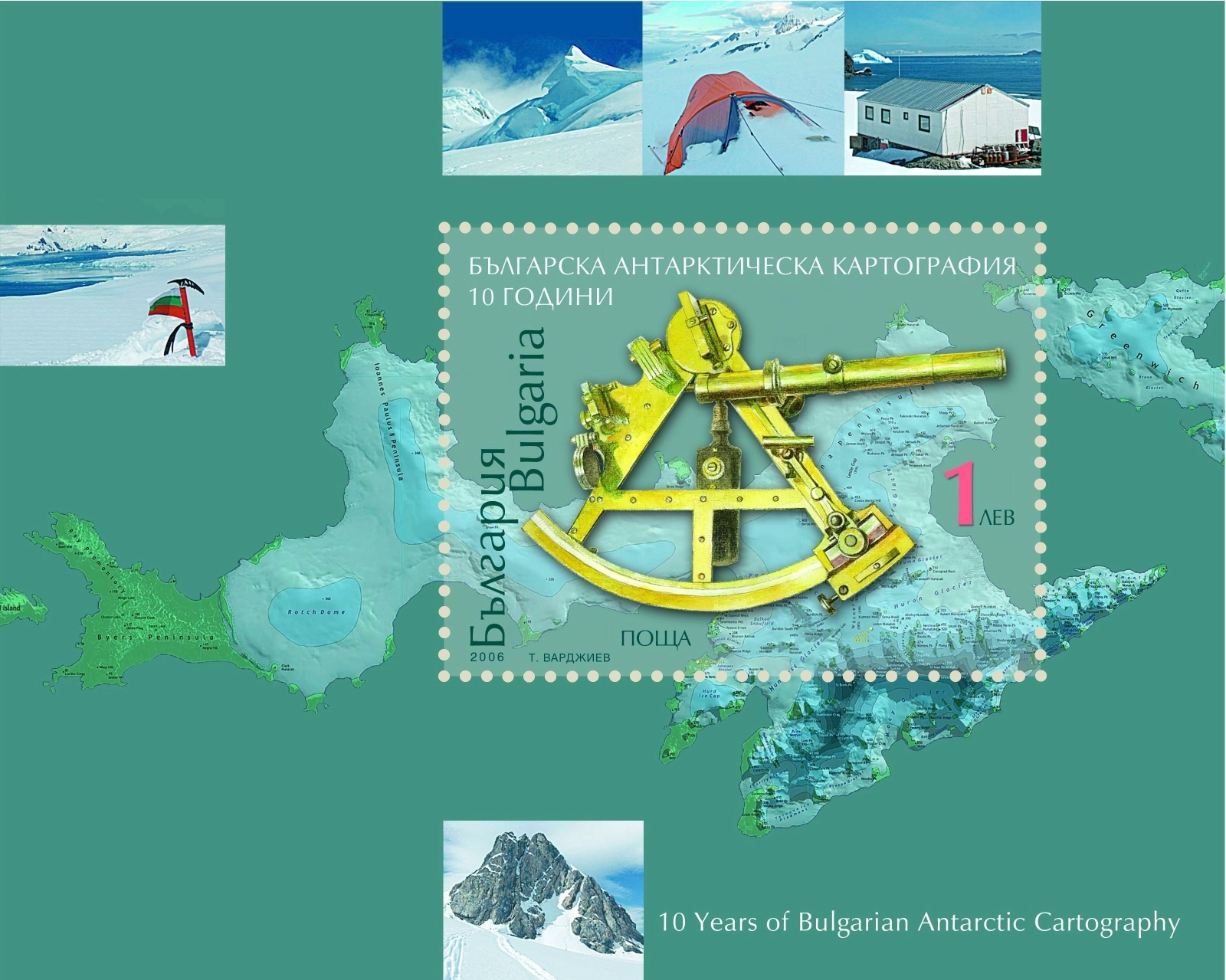
Filatèlia antàrtica

Encara que s'hi ha trobat carbó, hidrocarburs, ferro, platí, coure, crom, níquel, or i altres minerals, no ha estat en quantitats prou grans per ser explotats. El 1991 el Protocol sobre el Tractat de Protecció Ambiental a l'Antàrtida també va restringir la lluita pels recursos. El 1998, es va arribar a un acord per posar una prohibició indefinida a la mineria -a revisar el 2048-, la posterior limitació al desenvolupament econòmic i explotació. L'activitat econòmica primària és la captura i comerç en alta mar de peix. Les pesqueres antàrtiques varen declarar captures per 112.934 tones en tot l'any 2000.
Les “expedicions turístiques” a petita escala han existit des de 1957 i actualment estan subjectes al Protocol sobre el Tractat de Protecció Ambiental, però de fet estan autoregulats per l'Associació Internacional de Tour Operadors de l'Antàrtida (IAATO). No tots els vaixells vinculats amb el turisme antàrtic són membres d'IAATO, però els membres d'IAATO suposen el 95% de l'activitat turística. El viatge es realitza majoritàriament en vaixells petits o mitjans, centrant-se en localitzacions escèniques específiques amb concentracions accessibles de fauna autòctona. Un total de 37.506 turistes varen visitar-la durant l'estiu austral 2006-2007 arribant, gairebé tothom, en vaixells comercials. Es preveu un augment per sobre de 80.000 pel 2010. Recentment s'ha suscitat preocupació sobre els potencials efectes adversos sobre el medi ambient i els ecosistemes provocats per l'afluència de visitants. Alguns ecologistes i científics han fet una crida per una regulació més estricta per als vaixells i quotes al turisme. La resposta inicial dels membres del Tractat Antàrtic ha estat desenvolupar, a través del seu Comitè per a la Protecció Ambiental i en associació amb IAATO, una “guia de bones pràctiques” fixant els límits, els espais tancats o restringits dels llocs més freqüentment visitats. Els vols d'observació de l'Antàrtida (sense aterratge) operaven des d'Austràlia i Nova Zelanda fins al fatal accident del vol 901 de l'Air New Zealand el 1979 al Mont Erebus, on van morir els 257 passatgers. Qantas va reprendre els vols comercials a l'Antàrtida des d'Austràlia a mitjans dels 1990.

## Transport
El transport al continent s'ha transformat des dels exploradors que creuaven a peu remotes àrees aïllades de l'Antàrtida fins a millors solucions mitjançant tecnologies que permeten un transport més eficaç i més ràpid per terra i predominantment per avió i mar. S'ha prohibit l'ús de gossos per a tirar trineus seguint el criteri que els gossos són una espècie aliena a l'Antàrtida. Les vagonetes elèctriques utilitzades en lloc dels gossos estan en desavantatge, ja que els gossos poden notar clivelles i el gel prim.

## Recerca

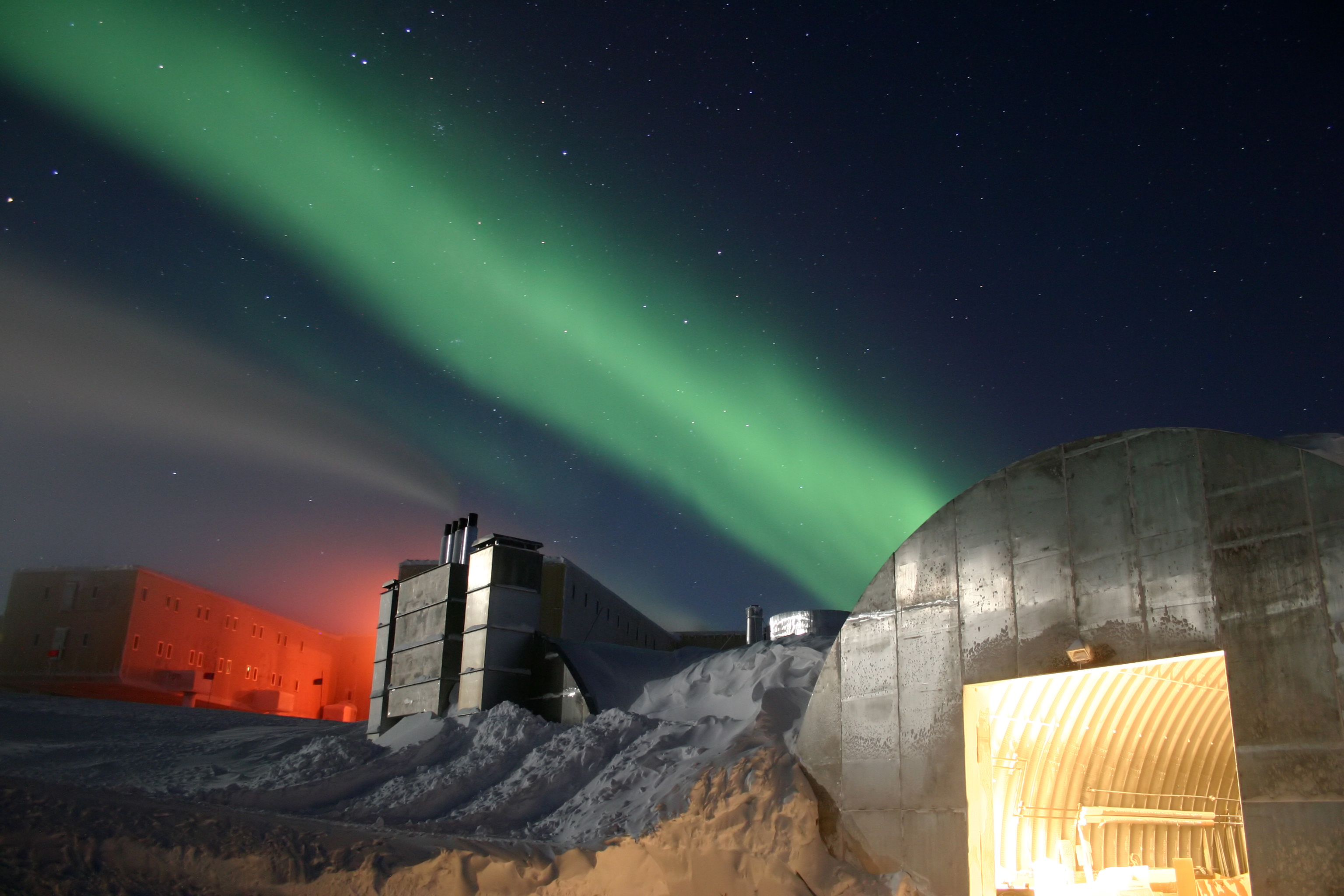
Amb lluna plena i 25 segons d'exposició son llum suficient per fer aquesta foto a l'Estació Amundsen-Scott durant la llarga nit antàrtica. L'estació apareix al fons a l'esquerra, la central elèctrica al centre i el taller mecànic a baix a la dreta. La llum verda del fons és l'aurora polar.

Cada any, els científics de 27 nacions diferents dirigeixen experiments no reproduïble en cap altre lloc al món. Durant l'estiu més de 4.000 científics operen les bases d'investigació; aquest nombre disminueix a gairebé 1.000 a l'hivern. L'estació McMurdo és capaç d'allotjar més que 1.000 científics, visitants, i turistes.
Els investigadors inclouen biòlegs, geòlegs, oceanògrafs, físics, astrònoms, glaciòlegs, i meteoròlegs. Els geòlegs estudien les plaques tectòniques, meteorits de l'espai exterior, i recursos provinents del desgel del supercontinent Gondwana. Els glaciòlegs a l'Antàrtida s'ocupen de l'estudi de la història i dinàmica del gel flotant, la neu de temporada, glaciars, i les capes de gel. Els biòlegs, a més d'examinar la fauna, estudien com afecten les dures temperatures i la presència humana en l'adaptació i supervivència d'una àmplia varietat d'organismes. Els metges han fet descobertes sobre la difusió dels virus i la resposta del cos a temperatures estacionals extremes. Els astrofísics a l'Estació Amundsen-Scott estudien la cúpula celestial i radiació còsmica de fons. Moltes observacions astronòmiques es fan millor des de l'interior d'Antàrtida que des de moltes altres localitzacions a causa de l'alta elevació, que comporta una atmosfera més prima, temperatures baixes que minimitzen la quantitat de vapor d'aigua a l'atmosfera, i l'absència de contaminació lumínica, aconseguint una visió espacial més clara que a cap altre lloc de la Terra. El gel antàrtic serveix tant d'escut com de mitjà de detecció per al IceCube, el més gran telescopi de neutrins del món, construït 2 quilòmetres més al sud de l'estació Amundsen-Scott.
Des de la dècada de 1970, un focus important d'estudi ha estat la capa d'ozó a l'atmosfera al damunt de l'Antàrtida. El 1985, tres científics britànics que treballaven en dades recopilades a l'Estació Halley a la barrera de gel Brunt varen descobrir l'existència d'un forat en aquesta capa. El 1998 les dades d'un satèl·lit de la NASA mostraven que el forat a la capa d'ozó Antàrtica era més gran que el previst, amb una dimensió de 27 millions de km². Finalment es va determinar que la destrucció de l'ozó era provocada pels clorofluorocarburs emessos per productes humans. Amb la prohibició dels CFC en el Protocol de Montreal de 1989, es creu que el forat d'ozó s'anirà tancant en els propers cinquanta anys.

### Estació científica Polar Princesa Elisabeth
El 6 de setembre de 2007 la Fundació Polar Internacional amb seu a Bèlgica va presentar l'Estació Princesa Elisabeth, la primera estació científica polar del món amb zero emissions ubicada a l'Antàrtida per a la investigació del canvi climàtic. Amb un cost de 16,3 milions de dòlars, l'estació prefabricada, que és part de l'Any Polar Internacional, va ser transportada al pol Sud des de Bèlgica al novembre de 2008 per controlar la salut de les regions polar. L'explorador polar Belga Alain Hubert va manifestar: «Aquesta base serà la primera de la seva classe en produir zero emissions, sent un model únic de com s'hauria de consumir energia a l'Antàrtic.» Johan Berte és el líder de l'equip de disseny de l'estació i director del projecte que centra la investigació en la climatologia, la glaciologia i la microbiologia.

### Meteorits

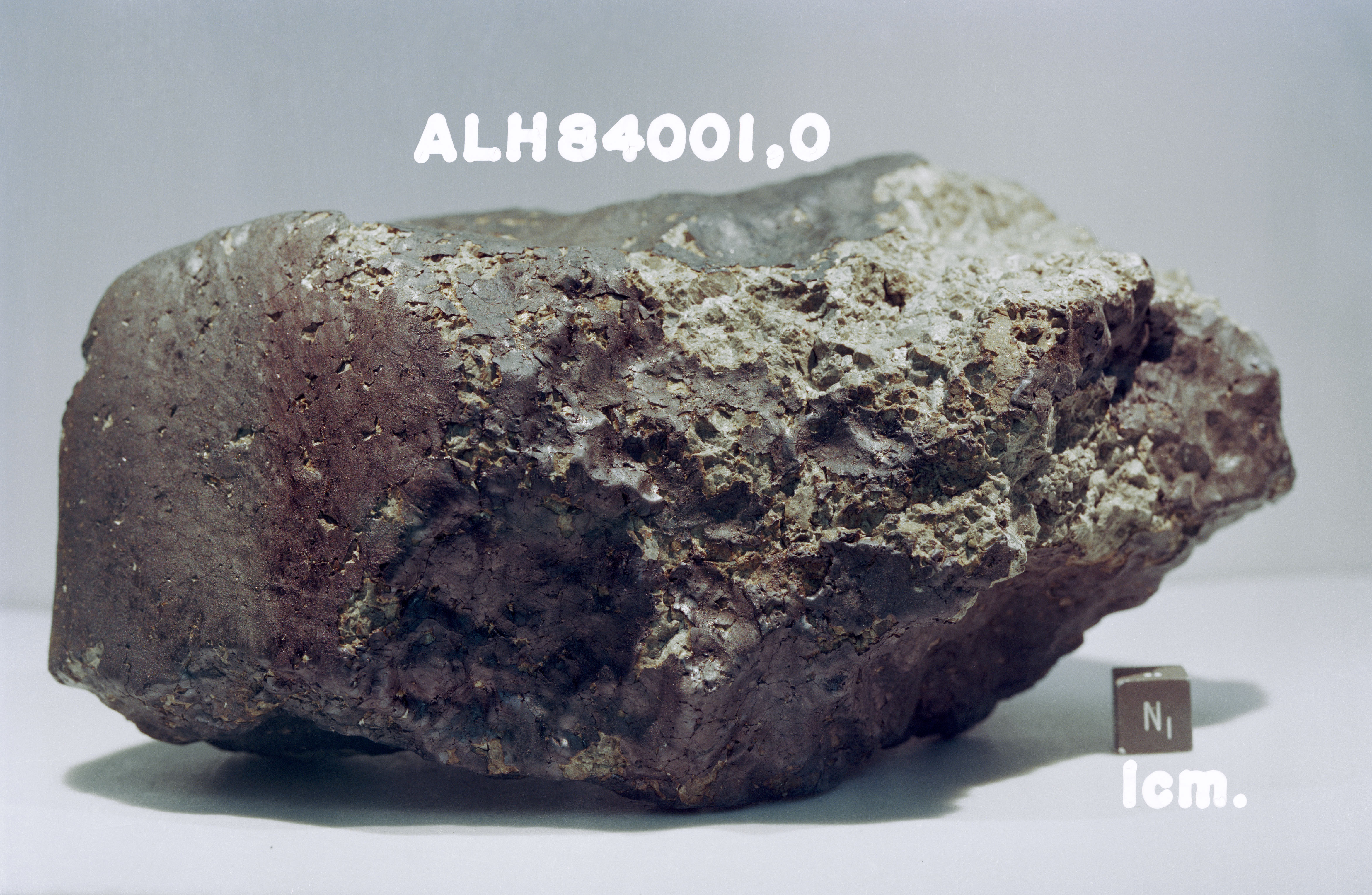
Meteorit Antàrtic, anomenat ALH84001, que prové de Mart

Els meteorits de l'Antàrtida són una important àrea d'estudi dels primers materials formats al sistema solar; es creu que molts provenen d'asteroides, però alguns es poden haver originat a planetes més grans. Els primers meteorits es van trobar el 1912. El 1969, una expedició japonesa descobria nou meteorits. La majoria d'aquests meteorits han caigut en l'últim un milió anys. El moviment de les capes de gel tendeix a concentrar els meteorits en localitzacions estàtiques com serralades, on l'erosió eòlica els porta a la superfície després de segles d'estar sota la neu acumulada. Comparats amb meteorits recollits a regions més temperades de la Terra, els meteorits Antàrtics estan millor conservats.
Aquesta important recollida de meteorits permet una millor comprensió dels diferents tipus de meteorit del sistema solar i com es relacionen els meteorits amb els asteroides i amb els cometes. S'han trobat nous tipus de meteorits i meteorits rars. Entre aquests hi ha peces de la Lluna i probablement de Mart, expulsades per impactes. Aquests espècimens, especialment l'ALH84001 descobert per ANSMET, són en el centre de la controvèrsia sobre l'evidència de possible vida microbiana a Mart. Com que els meteorits a l'espai absorbeixen i enregistren radiació còsmica, el temps transcorregut des que el meteorit va arribar a la Terra pot ser determinat mitjançant estudis de laboratori. Aquest temps o edat de residència terrestre d'un meteorit representa més informació útil en estudis mediambientals de les capes de gel antàrtic.
El 2006, un equip d'investigadors de la Universitat Estatal d'Ohio va utilitzar càlculs gravitacionals del satèl·lit de la NASA GRACE per a descobrir el cràter de la Terra de Wilkes de 480 km d'amplada, format probablement fa uns 250 milions d'anys.

## Efectes de l'escalfament global

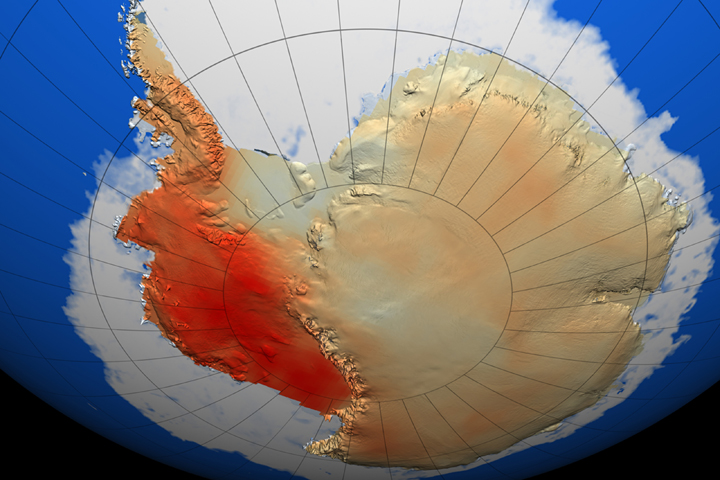
Tendència de les temperatures des de 1957 fins a 2006

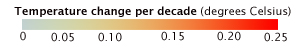
Codi de colors

La major part de la massa glacial del continent, situada sobre roca sòlida, s'ha mostrat fins ara en gran part insensible al canvi climàtic; de fet, el seu interior està augmentant en volum com a resultat del nombre de precipitacions. La contribució de l'Antàrtida a la pujada del nivell del mar ha estat desconeguda molt de temps. Un recent informe del CPOM suggereix que l'Antàrtida ha proporcionat, en tot cas, una part insignificant de l'increment de nivell de mar observat; en efecte, una mesura sobre un 72% del gel de l'Antàrtida presenta un descens atribuïble del nivell global del mar d'uns 0,08 mm per any. Per contra, una comparació de 10 anys del balanç entre la regressió de les glaceres i l'acumulació de neu mostra que la pèrdua de gel ha augmentat un 75%. El 2006, l'Antàrtida va perdre un saldo net de 200.000 milions de tones de neu.
Tanmateix, la perifèria de l'Antàrtida s'ha estat escalfant, especialment a la Península Antàrtica i a la Badia de Pine Island, que conjuntament estan col·laborant a una pujada dels nivells del mar. El 2003 la Larsen-B es va trencar. La plataforma Wilkins, a la banda occidental de la península antàrtica, va experimentar múltiples esdeveniments de desintegració el 2008, començant per una ràpida retirada al febrer, una altra ruptura al maig, a finals de novembre van aparèixer noves esquerdes fresques a les prestatgeries i a principis del 2009, només restava un estret pont de gel que connectava la plataforma de gel a fragments de gel que es trobaven a prop de l'illa Charcot, i el pont va cedir a principis d'abril del 2009. Durant el maig de 2021, l'iceberg A-76 se'n va desprendre, un bloc de 170 kilometres de llarg i 25 d'ample. Segons la NASA, la fusió més significativa de l'Antàrtida dels darrers 30 anys va ser el 2005, quan una massa de gel comparable en mida a Califòrnia es va fondre lleugerament tornant-se a recongelar; aquest comportament pot ser el resultat de pujades de temperatures fins a arribar a 5 °C.
En contrast amb el trencament d'algunes plataformes de gel (gel format a terra ferma i que es mou fins a quedar flotant al mar) al llarg de la península, la mida de la banquisa (gel format per aigua oceànica congelada) al voltant de l'Antàrtida roman estable, o fins i tot ha augmentat lleugerament els darrers 30 anys.
L'extensió mitjana de la banquisa a l'Antàrtida pot diferir en un mes com a màxim en 1 milió de km² respecte a la mitjana històrica. L'àrea coberta per la banquisa a l'Antàrtida ha mostrat una tendència a la baixa. La tendència a llarg termini és cada cop més clara: el gel marí ha disminuït un 12 per cent per dècada des de 1979.
|  |  |  |  |

## Reducció de l'ozó antàrtic

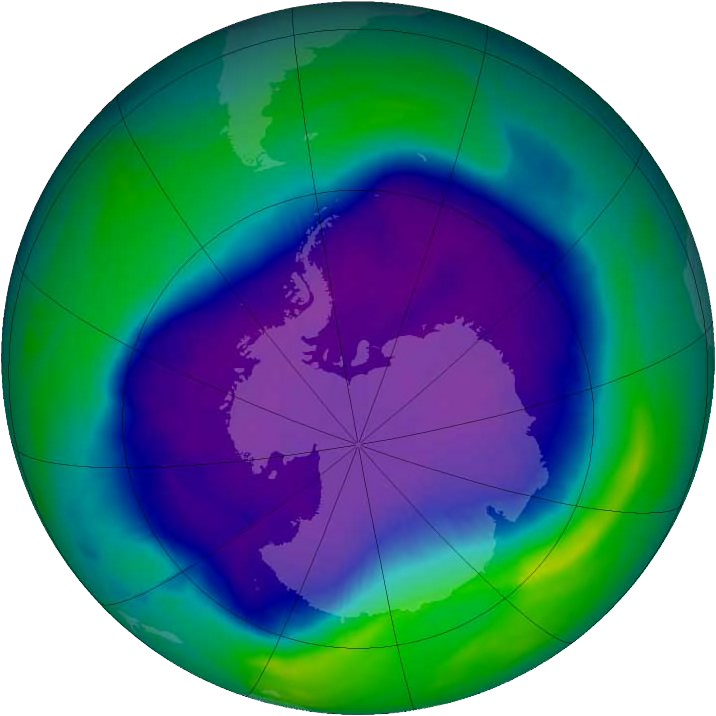
Imatge del forat a la capa d'ozó més gran que s'ha enregistrat a l'Antàrtida a causa de l'acumulació de CFC (Setembre de 2006)

Hi ha un gran forat a la capa d'ozó sobre l'Antàrtida que va ser detectat pels científics el 1973 i encara continua creixent. S'atribueix a les emissions de clorofluorocarburs o CFCs a l'atmosfera, que descomponen l'ozó en altres gasos.

## Divisió política

### Tractat antàrtic
El Tractat Antàrtic considera dues classes de membres: els consultius o de ple dret (amb veu, vot i veto en la presa de decisions vinculades a l'espai austral) i els membres no consultius, o "adherents", anomenats també "observadors" (que compten només amb el dret a opinar).
Mitjançant aquest tractat internacional, que data de 1959, els països es comprometen a no extreure minerals (urani, or, carbó, coure, hidrocarburs) durant 50 anys. Actualment, donades les seves difícils condicions, la seva explotació mineral no és rendible. Tampoc es permeten les proves d'armament o altres activitats de militars que no sigui l'ajut a les activitats científiques o qualsevol altre de caràcter pacífic.

### Territoris Antàrtics
| Argentina | Austràlia | Xile | França | Nova Zelanda | Noruega | Regne Unit |
| Argentina | Austràlia | Xile | França | Nova Zelanda | Noruega | Regne Unit |

| Data | Estat        | Territori                                              | Limits reclamats                           |
| ---- | ------------ | ------------------------------------------------------ | ------------------------------------------ |
| 1908 | Regne Unit   | Territori Antàrtic Britànic                            | 20°O a 80°O                                |
| 1923 | Nova Zelanda | Dependència de Ross                                    | 150°O a 160°E                              |
| 1924 | França       | Terra Adèlia (Terres Australs i Antàrtiques Franceses) | 142° 2′ E a 136° 11′ E                     |
| 1929 | Noruega      | Illa Pere I                                            | 68° 50′ S, 90° 35′ O / 68.833°S,90.583°O   |
| 1933 | Austràlia    | Territori Antàrtic Australià                           | 160°E a 142° 2′ E + 136° 11′ E a 44° 38′ E |
| 1939 | Noruega      | Terra de la reina Maud                                 | 44° 38′ E a 20°O                           |
| 1940 | Xile         | Territori Antàrtic Xilè                                | 53°O a 90°O                                |
| 1943 | Argentina    | Antàrtida Argentina                                    | 25°O a 74°O                                |
| —    | Cap          | Territoris no reclamats (Terra de Marie Byrd)          | 90°O a 150°O (llevat de l'Illa Pere I)     |

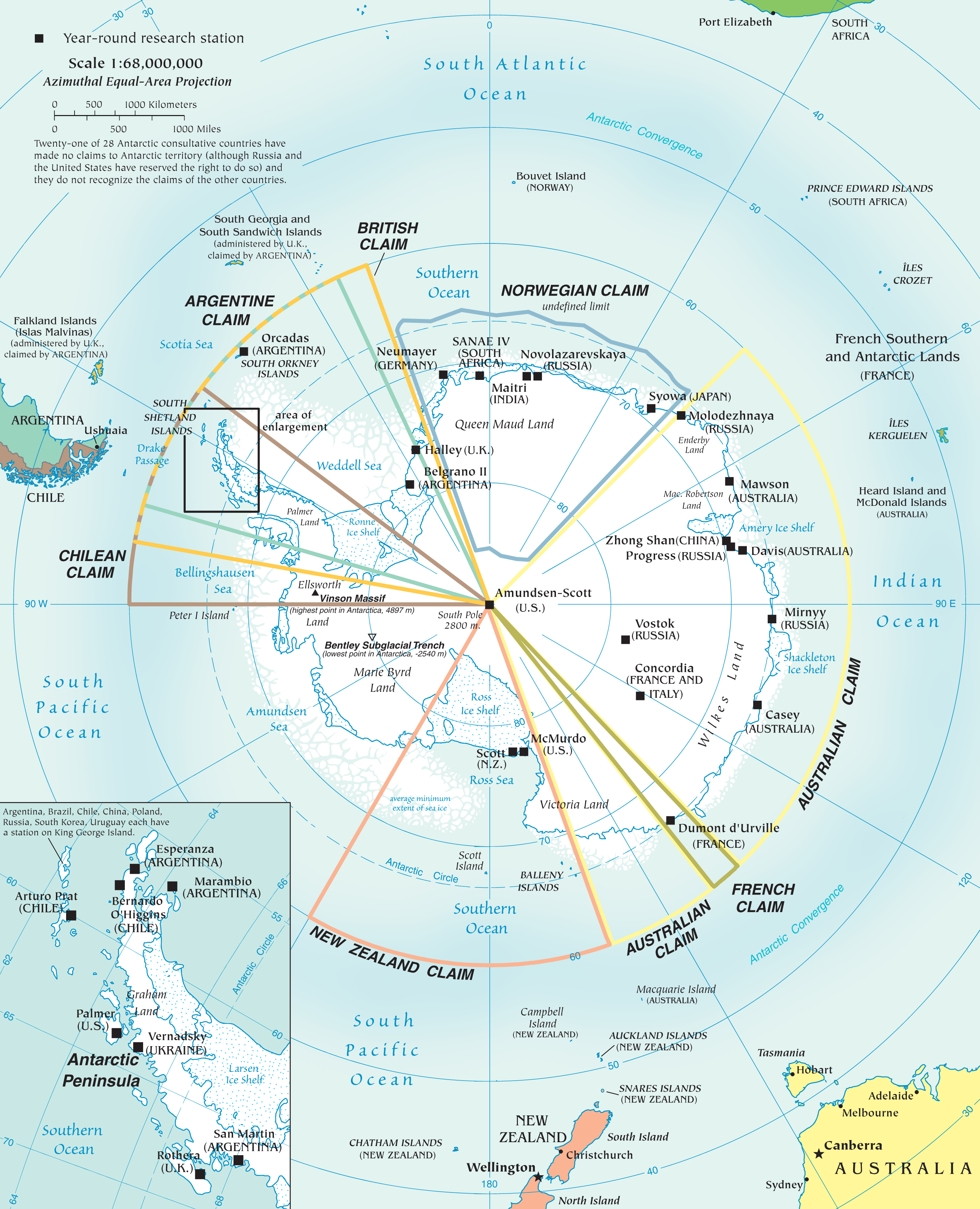
Reclamacions territorials i bases establertes a l'Antàrtida.

Les reclamacions de l'Argentina, Regne Unit i Xile tenen una superposició territorial i són causa de friccions. Austràlia reclama la major superfície.
L'estat espanyol té actualment dues bases estivals situades a les Illes Shetland del Sud. La primera que es va obrir va ser la Joan Carles I a la península Hurd (davant la Badia Sud) de l'Illa Livingston [62° 39′ 46″ latitud sud, 60° 23′ 20″ longitud oest]. Oberta el gener de 1988, és gestionada pel Ministerio de Ciencia y Tecnología a través de la Unitat de Tecnologia Marina del CSIC i basa les seves activitats als voltants de la Península Hurd així com l'establiment d'un campament temporal a la Península Bayers. La segona és la Gabriel de Castilla, de gestió per part de l'Exèrcit de Terra, situada a l'illa volcànica de Decepció a la latitud 62° 55′ sud i longitud 60° 37′ longitud oest. Actualment s'estan fent acampades temporals al continent per provar la resistència d'equipament i la viabilitat de fer un campament estival.